# Cheyenne County, Nebraska
Cheyenne County är ett administrativt område i västra delen av delstaten Nebraska, USA, med 9 998 invånare vid 2010 års federala folkräkning. Den administrativa huvudorten (county seat) och största staden är Sidney.

## Geografi
Enligt United States Census Bureau har countyt en total area på 3 099 km². 3 099 km² av den arean är land och 0 km² är vatten. 

### Angränsande countyn
- Morrill County - nord
- Garden County - nordost
- Deuel County - öst
- Sedgwick County, Colorado - sydost
- Logan County, Colorado - syd
- Kimball County - väst
- Banner County - nordväst

## Orter och kommuner

### Stad (city)
Större ort med kommunalt självstyre:
- Sidney (huvudort)

### Småstäder (villages)
Mindre orter med kommunalt självstyre:
- Dalton
- Gurley
- Lodgepole
- Potter

### Census-designated places
Orter utan kommunalt självstyre:
- Lorenzo
- Sunol